# X射线光电子能谱学
X射线光电子能谱学（简称）是一种用於测定材料中元素构成、实验式，以及其中所含元素化学态和电子态的定量能谱技术。这种技术用X射线照射所要分析的材料，同时测量从材料表面以下1纳米到10纳米范围内逸出电子的动能和数量，从而得到X射线光电子能谱。X射线光电子能谱技术需要在超高真空环境下进行。在几十个毫巴气压下分析样品的常压XPS技术也有所发展。
XPS是一种表面化学分析技术，可以用来分析金属材料在特定状态下或在一些加工处理后的表面化学。这些加工处理方法包括空气或超高真空中的压裂、切割、刮削，用於清除某些表面污染的离子束蚀刻，为研究受热时的变化而置于加热环境，置于可反应的气体或溶剂环境，置于离子注入环境，以及置于紫外线照射环境等。
- XPS也被称作ESCA，这是化学分析用电子能谱学的简称。
- XPS能够检测到所有原子序数大于等于3的元素（即包括锂及所有比锂重的元素），而不能检测到氢和氦。
- 对大多数元素而言的检出限大约为千分之几，在特定条件下检出极限也有可能达到百万分之几，例如元素在表面高度集中或需要长时间的累积时间。
- XPS被广泛应用於分析无机化合物、合金、半导体、聚合物、元素、催化剂、玻璃、陶瓷、染料、纸、墨水、木材、化妆品、牙齿、骨骼、移植物、生物材料、油脂、胶水等。

XPS可以用来测量：
- 表面的元素构成（通常范围为1纳米到10纳米）
- 纯净材料的实验式
- 不纯净表面的杂质的元素构成
- 表面每一种元素的化学态和电子态
- 表面元素构成的均匀性

进行X射线光电子能谱技术可以采用商业公司或个人制造的XPS系统，也可采用一个基于同步加速器的光源和一台特别设计的电子分析器组合而成。商业公司制造的XPS系统通常采用光束长度为20至200微米的单色铝Kα线，或者采用10至30微米的复色镁射线。某些经特殊设计的少数XPS系统可以用於分析高温或低温下的挥发性液体和气体材料，以及在压强大约为1托的真空下进行工作，但这类XPS系统通常都相对少见。
由于对特定波长的X射线，其能量是已知的，对于每一个出射电子所具有的电子结合能可以由下面公式求出：
{\displaystyle E_{\text{binding}}=E_{\text{photon}}-\left(E_{\text{kinetic}}+\phi \right)}
其中{\displaystyle E_{\text{binding}}\,}是电子结合能，{\displaystyle E_{\text{photon}}\,}是所用的X射线的光子的能量，{\displaystyle E_{\text{kinetic}}\,}是被测量到的电子的动能，{\displaystyle \phi \,}是能谱仪（而不是材料）的功函数，与材料表面相关。这一公式是基于欧内斯特·卢瑟福在1914年的工作得来的。

## XPS的历史
1887年，海因里希·鲁道夫·赫兹发现了光电效应但没有对此提出合理的解释。1905年，爱因斯坦解释了该现象，并为此获得了1921年的诺贝尔物理学奖。两年后的1907年，用伦琴管、亥姆霍茲線圈、磁场半球（电子能量分析仪）和照像平版做实验来记录宽带发射电子和速度的函数关系，他的实验事实上记录了人类第一条X射线光电子能谱。其他研究者如亨利·莫塞莱、罗林逊和罗宾逊等人则分别独立进行了多项实验，试图研究这些宽带所包含的细节内容。
XPS的研究由于战争而中止，瑞典物理学家凯·西格巴恩和他在乌普萨拉的研究小组於第二次世界大战后，在研发XPS设备中获得了多项重大进展，并於1954年获得了氯化钠的首条高能高分辨X射线光电子能谱，显示了XPS技术的强大潜力。1967年之后的几年间，西格巴恩就XPS技术发表了一系列学术成果，使XPS的应用被世人所公认。在与西格巴恩的合作下，美国惠普公司於1969年制造了世界上首台商业单色X射线光电子能谱仪。1981年西格巴恩获得诺贝尔物理学奖，以表彰他将XPS发展为一个重要分析技术所作出的杰出贡献。

## XPS的物理原理
XPS的原理为利用X射线照射样品，激发原子的内层电子及价电子，使其发射出来，激发出来的电子称为光电子。通过测量不同能量的光电子的数目，以结合能或光电子的动能（结合能，Binding Energy(Eb)，Eb=hv(光子能量)-Ek（光电子动能）-w（功函数））为横坐标，相对强度（counts/s）为纵坐标可做出光电子能谱图，从而获得试样有关信息。因X射线光电子能谱学对化学分析极为有用，还被称为化学分析用电子能谱学（Electron Spectroscopy for Chemical Analysis）。

## XPS系统的组件
一台标准商业化的XPS系统的主要组件包括：

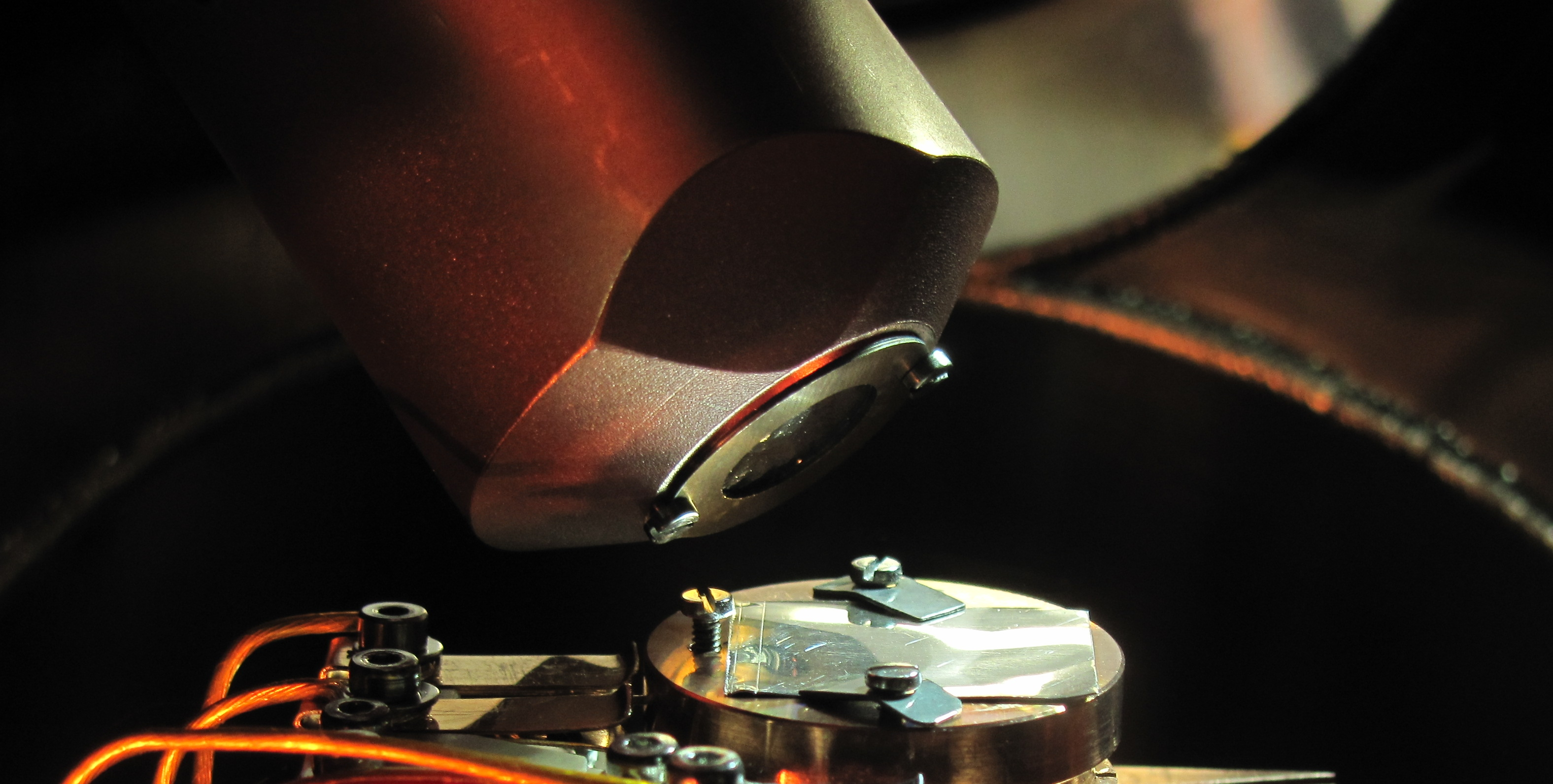
XPS系统的内部视图

- X射线源（包括经过单色化和未经单色化的X射线源，通常利用铝或镁作为靶材）
- 超高真空腔室及相应的真空泵组（腔室通常用高μ材料，即磁导率较高的材料，以屏蔽外界磁场）
- 适度真空的样品腔室
- 电子收集透镜（提高电子收集率，从而提高谱图质量）
- 电子能量分析仪（记录不同能量的光电子的数目）
- 离子枪或团簇枪（通过离子溅射或团簇溅射去除表面污染或做深度剖析）
- 样品台及其操控装置

此外，部分商业化设备还可根据客户要求加装
- 俄歇电子能谱（Auger Electron Spectroscopy, AES）
- 拉曼光谱（Raman Spectra）
- 真空断裂台（在真空中对样品进行解理）
- 高压反应腔室等

## 用途和功能
XPS主要功能有三个：
- 确定样品表面101nm厚度内的元素种类（除氢和氦）
- 确定元素的相对百分比含量
- 元素的化学环境（价态等）

通过仪器操作及数据处理，还可获得以下信息：
- 样品表面的元素分布图
- 样品表面同种元素的不同价态分布图

其中分辨率主要受X射线光斑大小限制（现在已经达到101微米量级）
加装了其它设备后（如离子枪），还可以获得：
- 元素的组成、百分比及化学环境随深度的变化关系

## 高级系统的功能
- 测量元素组分在样品表面的均匀度（line profiling，或mapping）
- 通过离子束蚀刻，测量元素组分与深度的关系（depth profiling）
- 通过倾斜样品，测量元素组分与深度的关系（角分辨XPS）

## 化学态和化学位移
XPS中的化学位移（chemical shift），不同于核磁共振谱中的化学位移，指的是光电子能谱中同一种原子的内层电子峰由于所处化学环境的不同，在能量方向上的微小位移。化学位移是一种初态效应（Initial State Effect），即内层的空穴生成之前就存在的效应。因为化学位移的位移量一般在1eV到10eV不等，所以只有在能量方向上分辨率较高的XPS才能观测得到。
化学位移的原理可以有如下理解：对于某能级的电子，其电子结合能（Electron binding energy）由它与原子核之间的库伦力和其他电子的遮蔽效应（Screening effect）共同决定。由于化学键的形成过程中牵涉到电子转移，原子中电子的密度分布也会随之改变，进而影响到电子的结合能。一般来说，更多的电子会增强遮蔽效应，造成电子结合能的降低，使对应的峰向能量较低的方向移动。

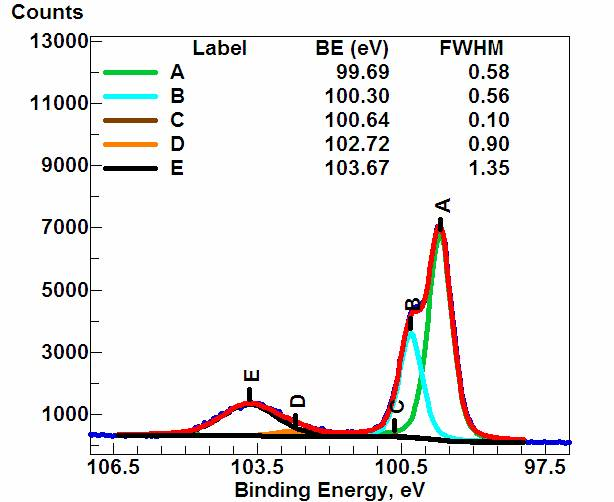
氧化后的硅晶圆的能谱在硅的2p峰附近的区间。

右图是X射线光电子能谱在硅的2p峰附近的区间，所测量的样品为氧化后的硅晶圆。红色的曲线为测得的原始数据，可以通过曲线拟合分解为五个峰，分别对应硅原子在此样品中所处的五种化学态（从A到E）。最左边的E峰（103.67 eV）对应的是位于氧化程度最高的 SiO2 中的硅原子；D峰（102.72 eV）对应着氧化程度次之的 Si2O3 。A峰（99.69 eV）和B峰（100.30 eV）对应的是未被氧化的硅原子；之所以分裂成两个峰是因为电子在2p轨道上的自旋-轨道效应。实验数据表明，代表 2p1/2 电子的B峰与代表 2p3/2 电子的A峰的强度之比总是会有1：2的关系。
在XPS中，不同峰的强度还可以用来定量分析对应化学态的出现程度。右图中硅的氧化态对应的峰（C峰、D峰和E峰）中，E峰最为明显，表明 SiO2 是此样品中的硅的最常见的氧化态。
除此之外，碳原子也常常在XPS中被选作研究对象。若将碳原子所处的不同化学态按照在它们光电子能谱中呈现的峰所处的能量从低到高排列，则有以下顺序（目标原子已经以粗体标出）：碳化物（-C2−）< 硅酮（-Si-CH3）< 亚甲基/甲基/烃（-CH2-CH2-、CH3-CH2- 或 -CH=CH-）< 胺（-CH2-NH2）< 醇（-C-OH）< 酮（-C=O）< 酯（-COOR）< 碳酸根（-CO32−）< 单氟烃（-CFH-CH2-）< 双氟烃（-CF2-CH2-）< 三氟烃（-CH2-CF3）。

## 使用XPS的工业
该技术的应用可概括为以下几个领域：
- 聚合物和粘合剂[5]

- 多相催化[6][7]

- 光催化[8]

- 冶金[9]
- 微电子[10]
- 减少污染物的研究8 [11]
- 腐蚀现象[12][13]
- 固体表面的一般表征。

## XPS常规限制

### 量化精确度与精密度
- 对于均匀的固态物质，XPS既便捷又有极高的量化精确度的特点，使其被广泛地用于测定材料的实验式。
- 量化精确度可被分为两类：绝对量化与相对量化。前者一般需要使用认证过的（或被单独检验过的）标准样品，所以比较有挑战性，也比较少见。
- 相对量化则较为普遍。这种量化牵涉到一个集合中许多样品的相互比较。在这个集合中，一种或多种的分析物处于变化状态，同时其他所有的组分（样品矩阵）保持不变。
- 量化精确度取决于许多参数，例如：信噪比，峰强，相对敏感度因子的精确度，电子透射函数的修正，表面体积的均匀度，电子平均自由程的能量相关性的修正，以及分析中样品的损坏程度。
- 在最佳条件下，由XPS主峰计算出的原子百分比（英语：atomic ratio）（at%）值的量化精确度为90-95%（单个主峰）。若使用高质量的控制协议，精确度还能进一步提升。
- 在通常的工作条件下，当表面为期望中的材料和杂质的混合物时，准确度在80-90%不等（以原子百分比为单位）。
- 对于较弱的XPS信号（强度为最强信号的10-20%），其量化精确度为真实值的60-80%，且取决于对信噪比的优化（例如信号平均（英语：signal averaging））的程度。
- 量化精密度（参见准确与精密）是在量化结果的正式报告中必须考虑的东西。标准的统计检验，如用于比较平均值的学生t检验，应被用于确定一组重复测量结果的平均值的置信水平，以及多组不同结果的比较上。一般来说，p值（学生t检验的一个输出）在0.05以下意味着置信度(95%)在其领域中获得承认且引起注意。

### 分析区域限制
- 测量部位取决于仪器的设计形态。最小分析面积从10微米到200微米。单色的x射线光束直径的最大尺寸为1毫米到5毫米。非单色x射线光束直径的最大尺寸为10毫米到50毫米。

### 样品大小限制
- 大多数仪器可测量的样品尺寸为1x1厘米到3x3厘米，最新的仪器可测量最大尺寸为直径为300毫米的圆片和30x30厘米的样品。
- 通常XY方向的限制不是很大，而在Z轴方向，很多XPS设备在样品台下方加装了磁场产生装置以提高计数率，因此厚度通常限制在5毫米以下。

## 分析细节

### 电荷补偿技术
绝缘样品表面的光电子发射引起正的静电荷（h+）， 使样品出现一稳定的表面电势Vs，它对光电子逃离有束缚作用，使谱线发生位移，还会使谱峰展宽、畸变。
当用非单色化的X射线源激发光电发射时，在样品的附近有足够的低能电子提供，使其有效地中和样品，从而获得高质量的XPS谱图。当用单色X射线源时，在靠近样品附近不会产生这么大量的低能电子，所以无法中和样品上的荷电。事实上，由于单色器的X射线线宽比非单色的X射线窄的多，更需要有效的荷电补偿。荷电补偿在分析区域内也必须均匀，以防XPS谱峰展宽。
尽管如此，并不代表这对于XPS使用的X射线，使用非单色化的X射线要优于单色化的。使用单色化的X射线可以使谱线便窄，得到更多的化学信号信息；同时也可以除去X射线谱中干扰的部分，即X射线伴峰（卫星峰）和轫致辐射产生的连续背景。使用单色器可以将X射线聚焦成小束斑，即可以实现高灵敏度的小面积XPS（SAX）测量，或者可在同一个稳定性稍差的样品上进行多点测试。
所以对于荷电效应的补偿有时候显得非常重要。当必须进行荷电补偿时，正确的方法是给样品补偿低能电子（e-），但通常无法达到精确的电荷平衡，多余的电子在样品表面产生均匀的、大小已知的负电。然后在数据处理时，将峰移至正确的位置。此種技术可以将荷电差异或者不均匀荷电减到最小。但是难以用某一种方法彻底消除。用于荷电补偿的电子束应该是低能电子以避免损伤样品的表面，但必须有足够高的通量，以充分地补偿荷电。典型的电子能量小于5eV。
然而，在实际的XPS分析中，一般采用内标法进行校准，而非进行荷电效应补偿。最常用的方法是用真空系统中最常见的有机污染碳C 1s的电子结合能为284.6 eV进行校准，这种方法方便快捷。当然，对于有时候也可以采用稳定的化学元素Au, Pt, In, Ar等，通过在样品表面蒸镀Au或Pt等元素（BEAu4f7/2=84.0eV,BEPt4f7/2=71.1eV)，用金和Pt来做荷电校正；或者有人将样品压入In片，用In来做校正；或者将Ar离子注入到样品表面，用Ar2p来做校正。所谓的校正，就是所有的元素以它为标准，比如碳元素C, 每个元素都要加上或减去碳C的信号峰移动的ev。

### 相关方法
- ARPES,角分辨光電子能譜學
- UPS, 紫外光电子能谱學 (for gases, aka PES)
- PES, 光电子发射能谱（英语：Photoemission spectroscopy） (for solid surfaces, aka UPS)
- ZEKE, 零电子动能能谱学（英语：Rydberg ionization spectroscopy#ZEKE）
- AES, 俄歇电子能谱学

## 延伸阅读
- Annotated Handbooks of Monochromatic XPS Spectra, PDF of Volumes 1 and 2, B.V.Crist, published by XPS International LLC, 2005, Mountain View, CA, USA
- Handbooks of Monochromatic XPS Spectra, Volumes 1-5, B.V.Crist, published by XPS International LLC, 2004, Mountain View, CA, USA
- Surface Analysis by Auger and X-ray Photoelectron Spectroscopy, ed. J.T.Grant and D.Briggs, published by IM Publications, 2003, Chichester, UK
- Practical Surface Analysis by Auger and X-ray Photoelectron Spectroscopy, 2nd edition, ed. M.P.Seah and D.Briggs, published by Wiley & Sons, 1992, Chichester, UK
- Practical Surface Analysis by Auger and X-ray Photoelectron Spectroscopy, ed. M.P.Seah and D.Briggs, published by Wiley & Sons, 1983, Chichester, UK ISBN 0-471-26279-X
- Surface Chemical Analysis -- Vocabulary, ISO 18115 : 2001, International Organisation for Standardisation (ISO), TC/201, Switzerland,  （页面存档备份，存于）
- Handbook of X-ray Photoelectron Spectroscopy, J.F.Moulder, W.F.Stickle, P.E.Sobol, and K.D.Bomben, published by Perkin-Elmer Corp., 1992, Eden Prairie, MN, USA
- Handbook of X-ray Photoelectron Spectroscopy, C.D.Wagner, W.M.Riggs, L.E.Davis, J.F.Moulder, and G.E.Mullenberg, published by Perkin-Elmer Corp., 1979, Eden Prairie, MN, USA